# Le Poiré-sur-Vie
Le Poiré-sur-Vie è un comune francese di 7 804 abitanti situato nel dipartimento della Vandea nella regione dei Paesi della Loira.

## Società

### Evoluzione demografica
Abitanti censiti